# هاري فين
هاري فين (بالإنجليزية: Harry Fain)‏ هو لاعب كرة قدم ومحامي أمريكي، ولد في 30 ديسمبر 1918، وتوفي في 13 يوليو 2007 بسبب ذات الرئة. لعب مع بروينز لجامعة كاليفورنيا ‏.